# یانوش‌شوموریا
یانوش‌شوموریا (به مجاری:  Jánossomorja) یک سکونتگاه مسکونی و شهرستان مجارستان در مجارستان است که در دیور-موشون-شوپرون واقع شده‌است.

## خصوصیات
یانوش‌شوموریا ۱۴۸٫۹۸ کیلومترمربع مساحت و ۵٬۸۱۱ نفر جمعیت دارد.